# Jasuo Tanaka (astronom)
Jasuo Tanaka, japonski astronom in astrofizik, * 18. marec 1931, Prefektura Osaka, Japonska, † 18. januar 2018.
Tanaka velja za pionirja rentgentske astronomije.

## Priznanja

### Nagrade
- medalja Jamesa Craiga Watsona (1994)
- nagrada Bruna Rossija (2001)